# Ören (Milas)

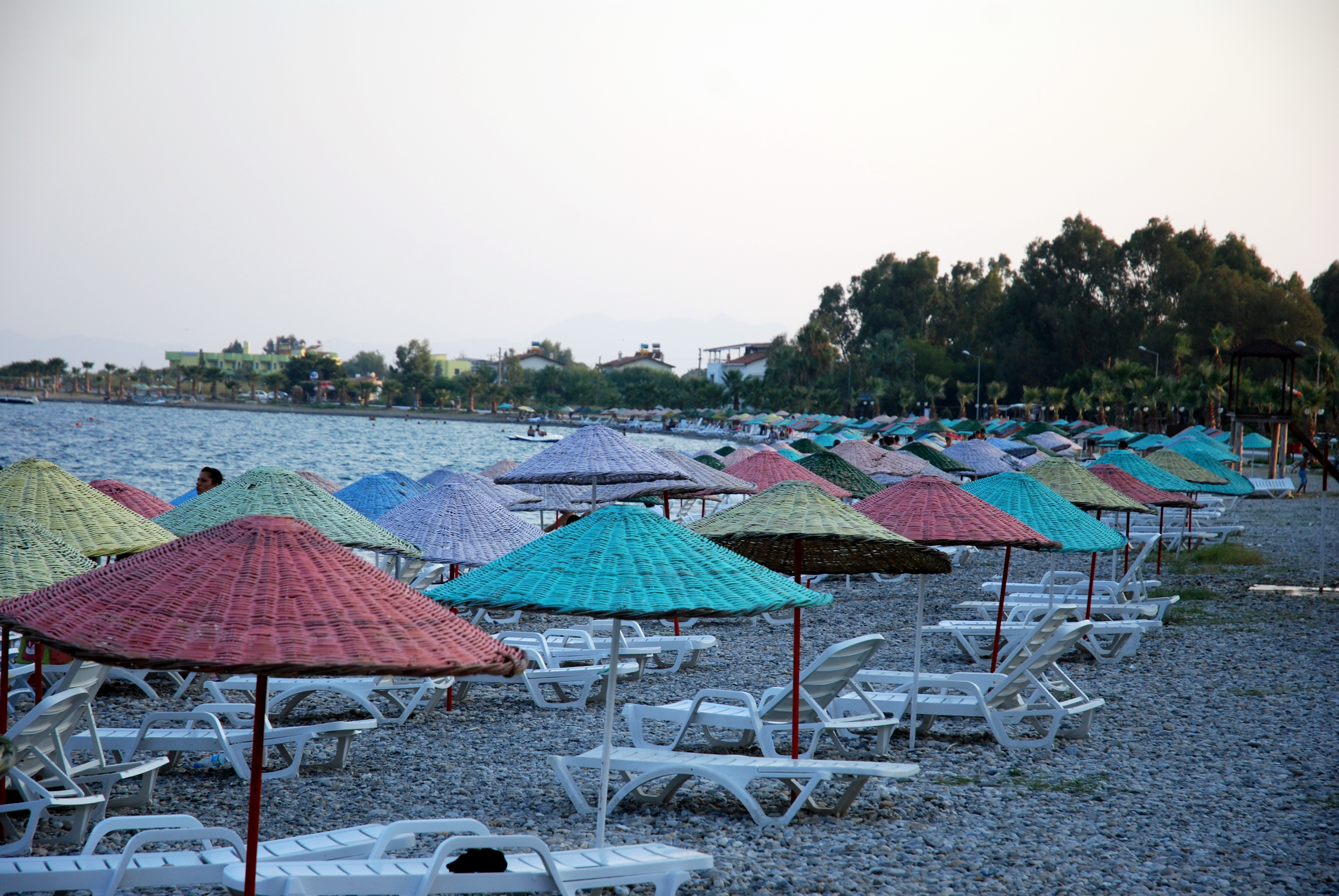
Ören Strand

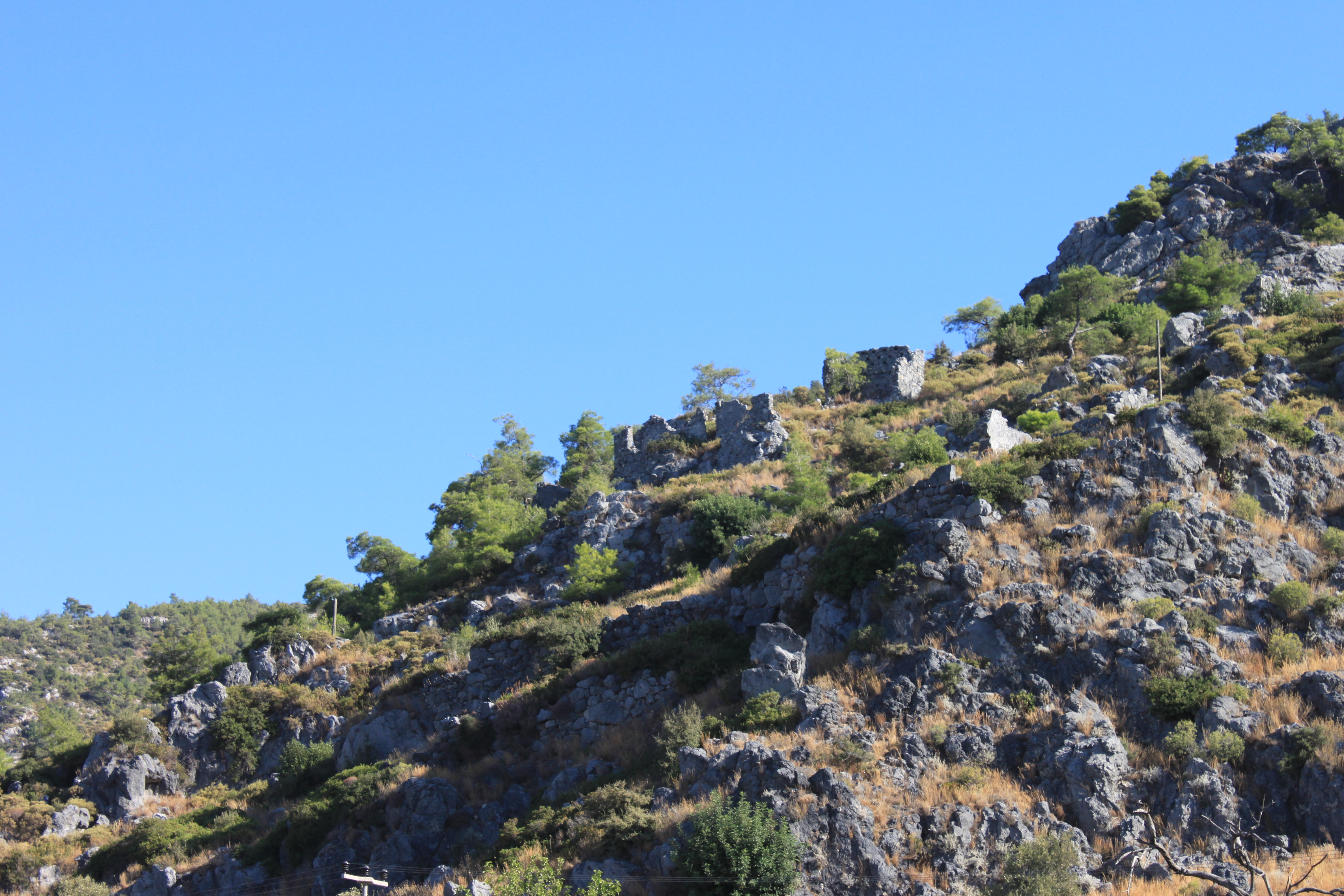
Römische Ruinen der Befestigungsanlage von Keramos (Ören), ca. 100 n. Chr.

Ören ist eine zum Kreis Milas gehörende Gemeinde in der Provinz Muğla in der Türkei.

## Lage
Ören liegt in einer kleinen Schwemmland-Ebene, die von dem Fluss Ören im Laufe der Jahrhunderte aufgeschüttet wurde, an der Nordseite des Golfes von Kos (türkisch: Gökova Körfezi). Die Bucht wird von den bis zu 800 m hohen Ausläufern des Menteşe-Gebirges (deutsch: Scharnier-Gebirge) begrenzt. Eine schlechte Küstenstraße verbindet den Ort mit der 58 Kilometer östlich gelegenen Provinzhauptstadt Muğla, die Hauptstraße führt in die nördlich gelegene, ca. 40 km entfernte Kreisstadt Milas.
Der Ort wird umgeben von den Gemeinden Alatepe im Osten, Türkevleri im Westen und Çakıralan im Norden.

## Geschichte
Der heutige Ort liegt an der Stelle des antiken Keramos. Diese Siedlung bestand vom 6. Jahrhundert v. Chr. bis ca. 300 n. Chr. Heute kann man landeinwärts Ruinen einer Akropolis, einer Burg, eines Bades sowie mehrerer Tempel und Gräber sehen.

## Bevölkerung
2012 lebten im Ort Ören knapp 3.000 Menschen, wobei die Bevölkerung im Laufe der letzten fünf Jahre leicht abnahm. Zusammen mit den umliegenden, zur Gemeinde Ören gehörigen Dörfern beträgt die Einwohnerzahl ca. 9.000. In den Sommermonaten nutzen zahlreiche Türken Ören als Zweitwohnsitz.

## Politik
Der Bürgermeister ist seit 2004 der Forstwirt Kazım Turan von der CHP, der 2014 wieder gewählt wurde. Bei den letzten Parlamentswahlen 2009 erreichte die DSP (demokratische Linkspartei) 38 %, die AKP (islamisch-konservativ) 36 %, und die CHP (Republikanische Volkspartei) 25 % der Stimmen.

## Wirtschaft
Seit 1990 entwickelt sich der zunehmende Tourismus zur Haupteinnahmequelle des Ortes. Im Sommer werden bis zu 30.000 Übernachtungen gezählt. Die Bedeutung der Landwirtschaft (überwiegend Kleinfelderwirtschaft und extensive Viehhaltung)  sowie des Fischfanges ist stark zurückgegangen.
Westlich von Ören befindet sich seit 1994 das Kohlekraftwerk Kemerköy.